# Shirley Cawley
Shirley Cawley, född 26 april 1932 i Croydon, är en före detta brittisk friidrottare.
Cawley blev olympisk bronsmedaljör i längdhopp vid sommarspelen 1952 i Helsingfors.